# Baek Jong-kwon
Baek Jong-kwon (* 7. November 1971 in Jinju, Gyeongsangnam-do, Südkorea) ist ein ehemaliger südkoreanischer Boxer im Superfedergewicht und Linksausleger.
Er gab sein Profidebüt erfolgreich im Jahre 1992 gegen Sung-Ho Choi. Im Oktober 1999 wurde er Weltmeister des Verbandes WBA, als er Lakva Sim durch geteilte Punktentscheidung bezwang. Er verteidigte den Gürtel im darauffolgenden Jahr mit einem Unentschieden und verlor ihn gegen den bis dahin ungeschlagenen Joel Casamayor.